# Paul Hanley
Paul Hanley (Melbourne, 12 de Novembro de 1977) é um ex-tenista profissional australiano.
Hanley atuou em duplas, e fez parceria com Wayne Arthurs até 2006 e, depois com o zimbabuano Kevin Ullyett. Foi vice em duplas mistas com Tatiana Perebiynis, no Torneio de Wimbledon de 2005, alcançou o quinto lugar do ranking da ATP, em duplas e também representou a Austrália na Copa Davis, somando 3 vitórias e 3 derrotas.

## Conquistas
Duplas
- 2001 ATP de Sopot, Polonia com  Austrália Nathan Healey
- 2003 ATP de Sydney, Austrália com  Austrália Nathan Healey
- 2003 ATP de Rotterdam, Holanda com  Austrália Wayne Arthurs
- 2003 Rome Masters, Itália com  Austrália Wayne Arthurs
- 2003 ATP de Shanghai, China com  Austrália Wayne Arthurs
- 2003 Paris Masters, França com  Austrália Wayne Arthurs
- 2004 ATP de Rotterdam, Holanda com  Chéquia Radek Stepanek
- 2004 ATP de Nottingham, Inglaterra com  Austrália Todd Woodbridge
- 2005 ATP de San Jose, EUA com  Austrália Wayne Arthurs
- 2005 ATP de Saint Polten, Áustria com  Argentina Lucas Arnold Ker
- 2005 ATP de Indianapolis, EUA com  Estados Unidos Graydon Oliver
- 2005 ATP de Bangkok, Tailândia com  Índia Leander Paes
- 2005 ATP de Estocolmo, Suécia com  Austrália Wayne Arthurs
- 2006 ATP de Rotterdam, Holanda com  Zimbabwe Kevin Ullyett
- 2006 ATP de Dubai, Emirados Árabes com  Zimbabwe Kevin Ullyett
- 2006 Hamburg Masters, Alemanha com  Zimbabwe Kevin Ullyett
- 2006 ATP de Poertschach, Áustria com  Estados Unidos Jim Thomas
- 2006 ATP de Queens, Inglaterra com  Zimbabwe Kevin Ullyett
- 2006 ATP de Estocolmo, Suécia com  Zimbabwe Kevin Ullyett
- 2007 ATP de Sydney, Austrália com  Zimbabwe Kevin Ullyett
- 2008 ATP de Zagreb, Croácia com  Austrália Jordan Kerr
- 2009 ATP de Hamburgo, Alemanha com  Suécia Simon Aspelin
- 2010 ATP de Dubai, Emirados Árabes com  Suécia Simon Aspelin